# Cantó de Saint-Ismier
El cantó de Saint-Ismier  és un cantó francès del departament de la Isèra, situat al districte de Grenoble. Té 5 municipis i el cap és Saint-Ismier.

## Municipis
- Bernin
- Biviers
- Montbonnot-Saint-Martin
- Saint-Ismier
- Saint-Nazaire-les-Eymes

## Història
| Data d'elecció                           | Identitat             | Partit                     | Qualitat |
| ---------------------------------------- | --------------------- | -------------------------- | -------- |
| 1988-2002                                | François-Régis Bériot | UDF, després DL            |          |
| 2002-                                    | André Eymery          | UDF, després Divers droite |          |
| les dades anteriors no són pas conegudes |                       |                            |          |
|                                          |                       |                            |          |

| 1962  | 1968  | 1975  | 1982   | 1990   | 1999   | 2007   |
| ----- | ----- | ----- | ------ | ------ | ------ | ------ |
| 3.928 | 5.359 | 9.208 | 12.135 | 14.771 | 17.381 | 18.835 |